# Riedhof (Markt Indersdorf)
Riedhof ist ein Gemeindeteil von Markt Indersdorf im oberbayerischen Landkreis Dachau. Die Einöde liegt circa zweieinhalb Kilometer westlich von Indersdorf und ist über die Kreisstraße DAH 4 zu erreichen.
Der Ort entstand als Rodungshof.